# Guerra dei cent'anni (1415-1429)
La guerra dei Lancaster fu la terza grande fase, riconosciuta soprattutto dagli storici anglosassoni, della guerra dei cent'anni combattuta tra Regno d'Inghilterra e Regno di Francia. Essa durò dal 1415, quando Enrico V d'Inghilterra invase la Normandia, al 1429, quando la situazione si ribaltò grazie a Giovanna d'Arco.
Questa parte di conflitto segue una tregua prolungata più volte e in vigore dal 1389, anno di conclusione della guerra carolina, che era stata segnata da grandi vittorie francesi. La nuova fase prese il nome dai piani di Enrico IV, primo del Casato dei Lancaster a sedere sul trono inglese. Sebbene i piani di guerra non videro mai alcuna applicazione durante il suo regno, il figlio Enrico V, che passò alla storia anche per la sua indole guerresca, portò gli Inglesi all'apice della loro potenza e del loro dominio sul territorio francese, con un re inglese a Parigi, nominato ufficialmente reggente di Francia ed erede al trono, al posto del Delfino, erede legittimo.
La comparsa di una giovane contadina di Domrémy, Giovanna d'Arco, e gli sconvolgenti effetti che i suoi discorsi e le sue azioni ebbero sul morale delle truppe francesi e dei suoi alleati, segnarono la fine di questa fase esclusivamente ascendente per l'esercito inglese e per i regnanti d'Inghilterra.

## Armagnacchi e borgognoni

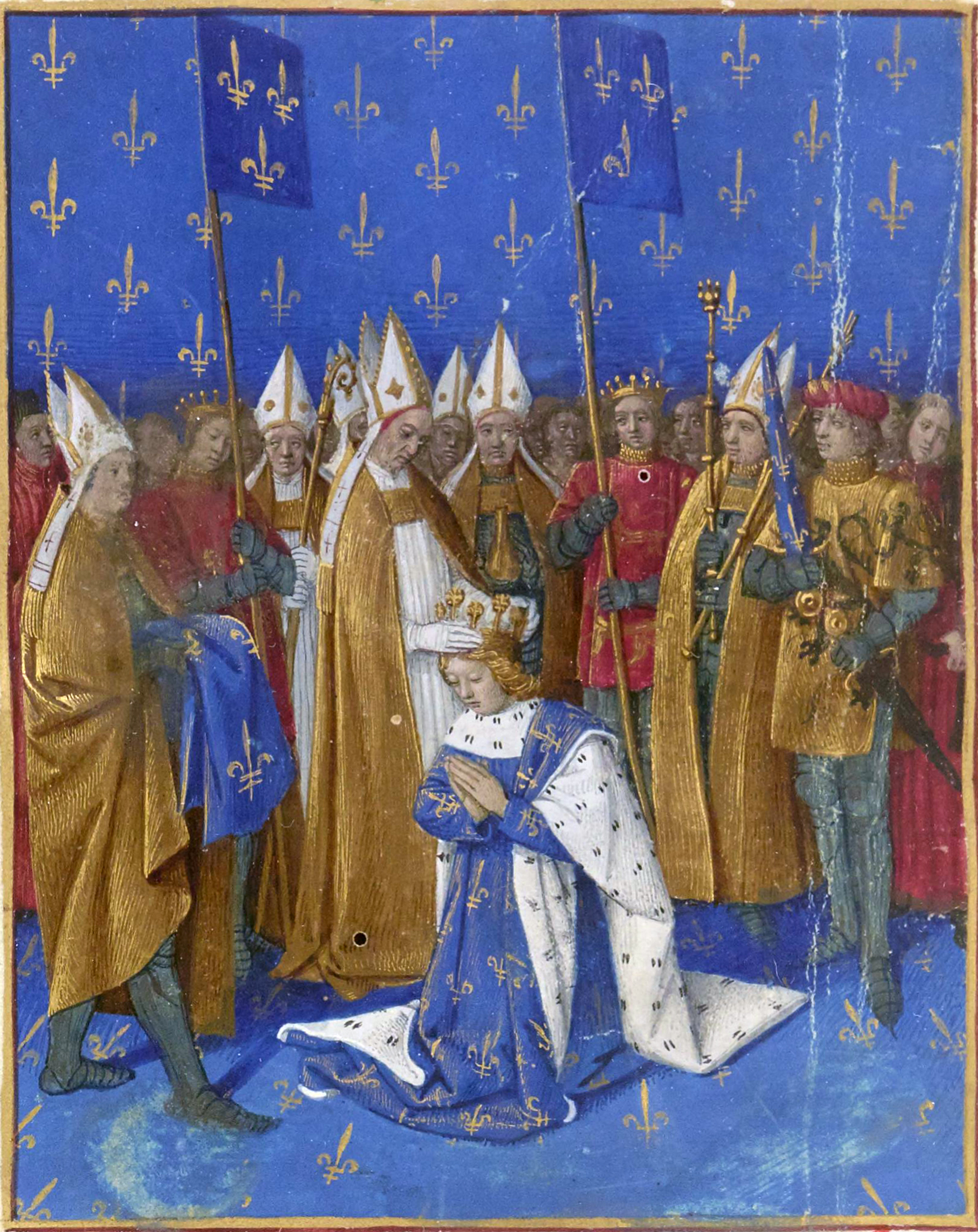
Carlo VI incoronato

La ripresa del conflitto trovò le proprie radici in differenti fattori. In primo luogo, la Francia come l'Inghilterra conobbero lotte intestine per il potere. In Inghilterra Enrico IV di Lancaster salì al trono dopo un aspro conflitto, mentre in Francia, a seguito della follia del re, Carlo VI, nel 1393, fu creato un consiglio di reggenza presieduto dalla regina Isabella, mentre il potere regio fu esercitato di fatto dalle maggiori personalità del regno, in particolar modo dal duca di Borgogna (Filippo l’Ardito) che era anche lo zio del re, Carlo VI ed il fratello del re, il duca d'Orléans, Luigi d'Orléans. Dopo la morte di Filippo l'Ardito, nel 1404, suo figlio, il nuovo duca di Borgogna Giovanni Senza Paura si trovò in contrasto con Luigi d'Orléans, mentre il duca di Berry tentò sempre di mediare tra i due.
Luigi d'Orléans aveva una grande influenza sulla regina, tanto che fu accusato dai Borgognoni, partigiani del duca di Borgogna, che si sentivano danneggiati, di essere il suo amante ed il vero padre dell'ultimo figlio della coppia reale, Carlo, futuro delfino e futuro re, Carlo VII. Dopo l'assassinio di Luigi d'Orléans, il nuovo duca, il figlio di Luigi, Carlo, si alleò col conte d'Armagnac, Bernardo VII, ed i suoi cavalieri guasconi, per cui il partito degli orleanisti fu chiamato degli Armagnacchi.
Questa lotta tra armagnacchi e borgognoni avvicinò lentamente questi ultimi agli inglesi, facendo sprofondare il paese nella guerra civile. Dal punto di vista religioso, le due parti si fronteggiarono anche sostenendo nello scisma in corso il papa di Roma (i borgognoni e gli inglesi) o quello di Avignone (gli armagnacchi).

## La ripresa delle ostilità
Di fatto, nel conflitto si fronteggiarono anche due sistemi economici, sociali e religiosi opposti. Da una parte la Francia, paese dalla fiorente agricoltura, fondata sul feudalesimo e con un clero potente; dall'altra l'Inghilterra, paese sviluppato che vendeva la propria lana alle Fiandre e i cui artigiani e borghesi delle città acquisivano via via importanza. I borgognoni erano favorevoli al modello inglese (anche perché le Fiandre erano tra i loro possedimenti), mentre gli armagnacchi si ergevano idealmente a difensori della tradizione medievale francese.
Enrico V, figlio di Enrico IV, capì la necessità di unire la nobiltà divisa contro un nemico esterno e decise di attaccare la Francia e, respinta una proposta armagnacca del 1414 che offriva un ritorno ai confini del 1369 in cambio di un supporto nella guerra civile contro i borgognoni, domandando la restituzione di tutti i territori già posseduti da Enrico II, nel 1415 si proclamò sovrano francese (sebbene, essendo un Lancaster, i suoi diritti fossero più che oppugnabili).

## La battaglia di Azincourt

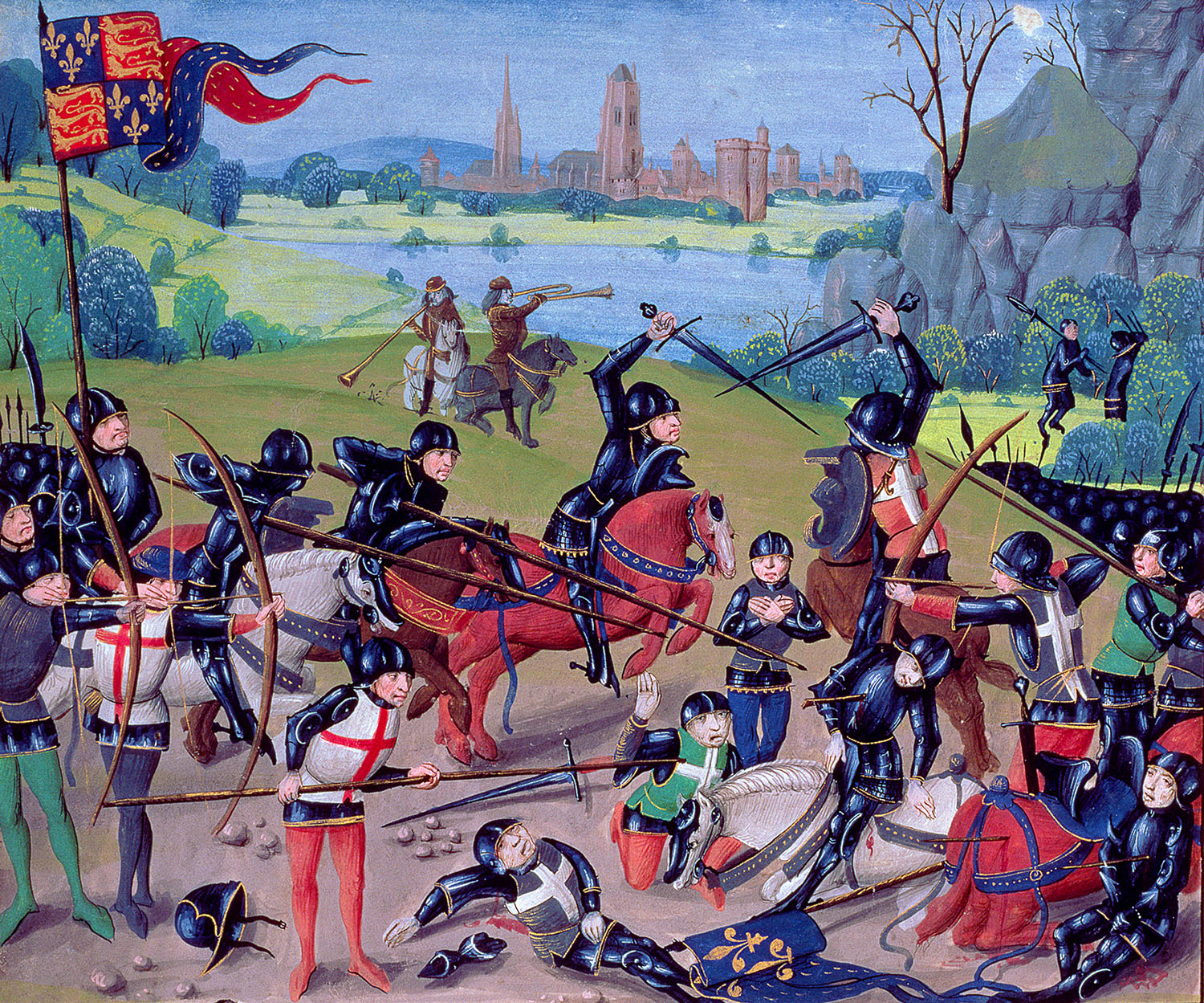
Battaglia d’Azincourt

Nell'Agosto 1415, il re sbarcò con il proprio esercito a Harfleur, in Normandia, occupando la città. Anche se tentò di marciare direttamente contro Parigi, scelse di compiere una spedizione di saccheggio attraverso la Francia in direzione della base inglese di Calais.
Davanti a questa minaccia, armagnacchi e borgognoni siglarono una tregua per farvi fronte. L'esercito francese attaccò quello inglese in Piccardia, ma al momento decisivo, i sostenitori dell'Orléans si rifiutarono di concedere il comando delle operazioni al duca di Borgogna che si ritirò con i propri uomini. La cavalleria francese dimostrò nuovamente la propria inefficienza tattica e l'incapacità dei propri capitani: gli inglesi la annientarono ad Azincourt il 25 ottobre 1415. Essi, quindi, si poterono reimbarcare senza problemi. Questa disfatta aggravò gli scontri all'interno del Regno e dimostrò che Enrico V d'Inghilterra sarebbe potuto ritornare.

## Gli inglesi in Normandia

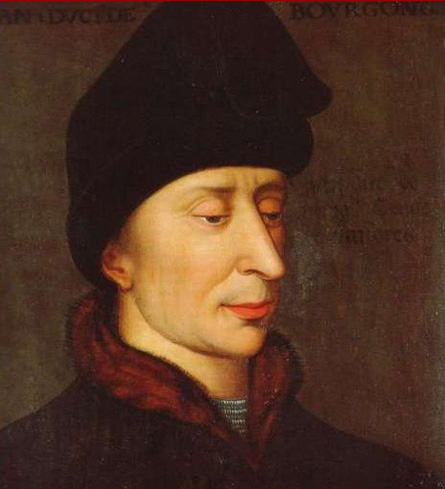
Giovanni senza Paura

Enrico V raccolse i fondi per condurre una guerra d'assedio contro i castelli rafforzati sotto Carlo V il Saggio. Due anni dopo la propria vittoria ad Azincourt, il re d'Inghilterra tornò in Normandia con 10000 uomini ed un'artiglieria formidabile per il tempo: contava di compiere la conquista di quel ducato. Armagnacchi e borgognoni, intanto, si affrontavano in una tremenda guerra civile e non si opponevano in nessun modo all'avanzata inglese; Parigi, ad esempio, fu borgognona fino al 1413, armagnacca dal 1413 al 1418 e successivamente di nuovo borgognona.
Enrico V aveva le mani libere: in meno di due anni, tutte le fortezze normanne, città o castelli che fossero, caddero. Rouen, assediata, fu stremata e si arrese al sovrano inglese il 19 gennaio 1419. In quella data, solo Mont-Saint-Michel rimase francese.
Nel 1419, in seguito all'alleanza anglo-borgognona, Parigi passò in mano inglese. Il delfino Carlo dovette fuggire e rifugiarsi a Bourges. Una mediazione tra armagnacchi e borgognoni fu tentata con un abboccamento tra il duca di Borgogna ed il delfino sul ponte di Montereau il 10 settembre di quell'anno. Ma al momento dell'incontro Giovanni senza paura fu assassinato da dei sostenitori del futuro sovrano che rifiutavano ogni trattativa col nemico.

## L'alleanza anglo-borgognona
Carlo fu accusato di essere il mandante dell'agguato e le conseguenze furono catastrofiche per gli armagnacchi: Filippo il Buono, figlio di Giovanni senza Paura, si alleò apertamente con gli inglesi e costrinse Carlo VI (ormai del tutto pazzo) a siglare il trattato di Troyes nel 1420. Il delfino fu diseredato ed Enrico V sposò Caterina, figlia del Re di Francia, e divenne il legittimo successore al trono, esercitando la reggenza per il folle sovrano nel 1421. Enrico, formalmente, entrò a Parigi solo più tardi e l'accordo fu ratificato dagli stati generali. Gli armagnacchi si opposero al trattato sostenendo che fosse la carica regia a possedere il re e non il contrario. La Francia, così, fu divisa in tre zone d'influenza: il sud (tutte le terre a sud della Loira con l'eccezione della Guienna) fedele al delfino, il nord-ovest occupato dagli inglesi ed il resto appannaggio dei borgognoni.
Nel 1422 morirono Enrico V e Carlo VI. Enrico VI nuovo sovrano inglese, si ritrovò Re di Francia e d'Inghilterra, ma ancora minore e, perciò, si verificò una temporanea interruzione del conflitto. Il delfino si alleò con gli scozzesi che gli fornirono degli arcieri che avrebbero parzialmente (ma con scarso successo) colmato lo squilibrio con i nemici, mentre il duca di Borgogna era occupato ad ampliare i propri domini in Hainaut e gli olandesi si astenevano dall'intervenire.

## L'assedio di Orléans

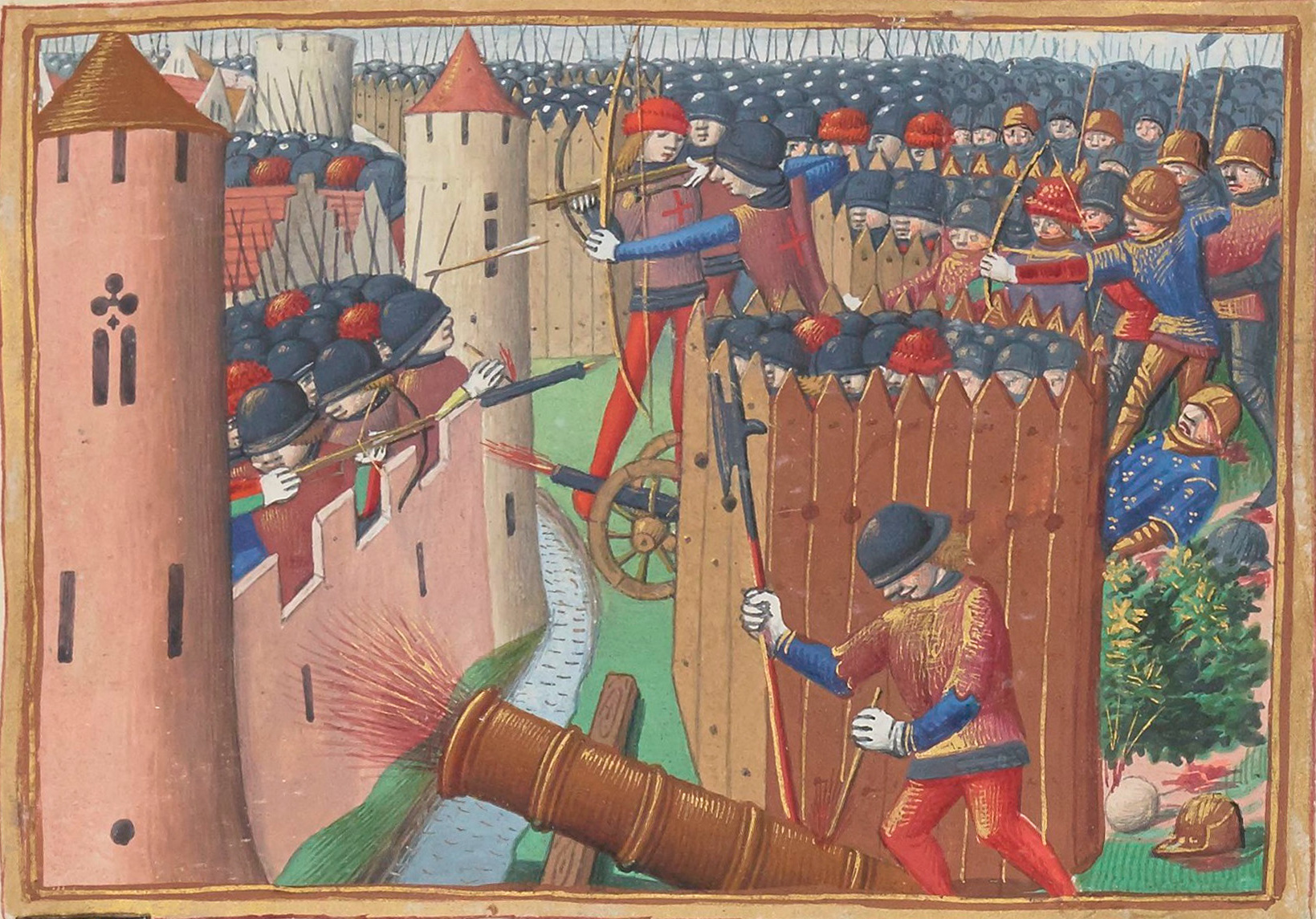
Assedio di Orléans

Sebbene caratterizzato da una relativa tregua, questo periodo fu costellato da numerosi scontri (Baugé, Cravant, Verneuil) non determinanti per la sorte del conflitto, sebbene generalmente coronati da un successo inglese.
Nel 1428 gli inglesi vollero tentare di sopraffare definitivamente le forze del delfino attaccando Orléans, l'ultima città fedele al futuro Carlo VII della Francia settentrionale e luogo simbolo della parte armagnacca.
Al momento dell'inizio dell'assedio, la potenza anglo-borgognona era all'apice e la città sembrò in continuazione sul punto di cedere. Una vittoria inglese avrebbe portato alla rapida conclusione del conflitto ed all'unificazione di Francia ed Inghilterra sotto la corona di Enrico VI. Proprio nel momento peggiore, tuttavia, l'entrata in scena di Giovanna d'Arco portò al capovolgimento delle sorti del conflitto ed alla fine di questa fase della guerra.